# Paul Détrie (1872-1962)
Pour les articles homonymes, voir Paul Détrie.
 (novembre 2020).
Paul Détrie, né le 26 mars 1872 à Oran et mort le 17 novembre 1962 à Bayonne, est un général de division français.
Il se distingue particulièrement comme officier supérieur durant la Première Guerre mondiale au cours de laquelle il est cité dix fois et fait chevalier puis officier de la Légion d'honneur.

## Biographie

### Famille
Il est le deuxième fils de Paul Alexandre Détrie, lui-même général qui s'est notamment distingué en 1862 lors du combat du Cerro Borrego.
Il passe sa petite enfance en Algérie à Oran, Dellys et de nouveau Oran, où son père est général de la subdivision puis de la division d'Oran, de 1884 à 1893.
Le 27 janvier 1902, il épouse, à Boulogne-sur-Seine, Suzanne Boucher, fille du Colonel Arthur Boucher. Cinq enfants naissent de ce mariage : Yvonne (1902), Marcel, (1905-1909), Christiane (1910), Michel (1912) et Paul-Henri (1920).

### Formation
Il est sous-lieutenant à sa sortie de Saint-Cyr (promotion Jeanne d'Arc 1893 -1895). 

### Première campagnes
Il rejoint, en février 1896, le 2e Étranger où il sert quatre années : deux ans à Géryville dans le Sud Oranais et deux ans au Nord-Tonkin. 
Rentré en France fin 1901, il est affecté  au 117e RI au Mans.

### Première Guerre mondiale
En août 1914, adjoint au colonel Jullien, commandant le 117e régiment d'infanterie, le capitaine Détrie participe à la bataille des frontières, à celle de Virton en Belgique. 
Nommé chef de bataillon le 23 septembre, il est grièvement blessé, le lendemain, près de Roye. Rapatrié il est soigné, près des siens au Mans.
Le 15 février 1915 il reprend sa place au 117e RI, et le 21 février il est blessé pour la deuxième fois, mais refuse d'être évacué. Il est nommé chevalier de la Légion d'honneur le 2 mars 1915.

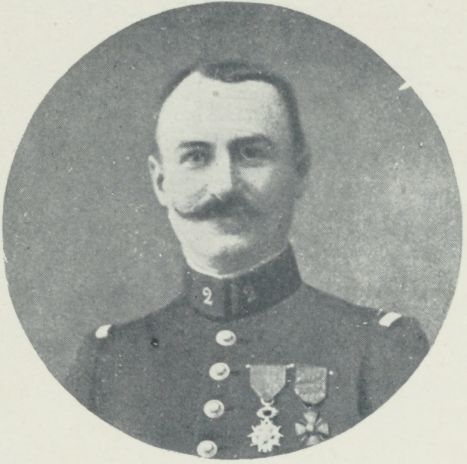
Portrait de Paul Détrie alors qu'il est chef de bataillon du 2e B.C.P (1915-1916).

Le 10 mai 1915, il prend le commandement du 2e BCP et combat sur les fronts de l'Yser, de la Champagne, de Verdun (dès le 25 février 1916) et de la Somme.
Fin septembre 1916, il devient lieutenant-colonel, nommé à la tête du 94e RI, surnommé « La Garde ». Son régiment est engagé sur les fronts de la Somme, de la Champagne, de Verdun, de la Lorraine.
Il est promu officier de la Légion d'honneur en janvier 1917.
Le 8 août 1918 à Montdidier, son régiment pénètre de plus de neuf kilomètres dans les lignes allemandes. Fin octobre 1918, ce sont les durs combats devant Vouziers.
En février 1919, il entre en Alsace, à Rœschwoog. À « L'Alsace est française » que déclare le directeur de l'École, M. Halter, fait écho « Tu nous aideras, petit Paul, à reprendre l'Alsace-Lorraine », l'appel entendu dans son enfance.
Les lettres adressées chaque jour à sa femme, sa correspondance de guerre de quatre années, (plus de 1100 lettres) sera publiée en 1995 sous le titre de Lettres du Front à sa femme.
Il participe avec le drapeau de La Garde et sa garde au défilé de la Victoire, sous l'Arc de Triomphe, le 14 juillet 1919.

### Après guerre
Le régiment regagne, en août, Bar-le-Duc, sa garnison d'avant-guerre où il s'installe avec sa famille. 
L'année suivante, Paul Détrie est nommé colonel plein. En 1923, son régiment occupe Bochum dans la Ruhr.
Il analyse avec lucidité la situation allemande et entrevoit déjà de sombres perspectives qui se vérifieront seize ans plus tard[réf. nécessaire]. 
Il préside des Conseils de Guerre d’industriels allemands et un avocat allemand Grimm lui rend hommage en ces termes :  « Le Président, le colonel Détrie, eu toujours une attitude chevaleresque ».
En 1924, le 94e RI occupe Bingen, en Rhénanie, où sa famille le rejoint enfin.
En juillet 1927, après 11 années de commandement, il reçoit les étoiles de général de brigade et quitte le 94e RI pour la 17e DI à Angers.
En 1929, il est affecté à la 1re Subdivision de Rouen.
Le 31 mai 1931, lors des fêtes commémoratives du cinquième centenaire de la mort de Jeanne d'Arc (patronne de sa promotion à Saint-Cyr), il présente les troupes aux plus hautes autorités françaises et étrangères rassemblées place du Vieux Marché.
En octobre 1931, Paul Détrie est promu général de division et prend le commandement de la 36e division d'infanterie à Bayonne. Il obtient du ministère de la Guerre l’autorisation d’inviter des Officiers espagnols aux manœuvres de la division à Souge, en Gironde.
Il est élevé à la dignité de grand officier de la Légion d'honneur le 30 décembre 1933. Les insignes lui sont remis à Pau le 4 février 1934 par le général  Weygand.

Atteint par la limite d'âge, le 26 mars 1934, il se retire à Bayonne et se consacre à de nombreuses activités : président du syndicat d'initiative du Pays basque, du Souvenir français, de Valentin Haüy, collabore à la Bayonne[Quoi ?], et crée un cycle de conférences sur l’Espagne au Musée basque.

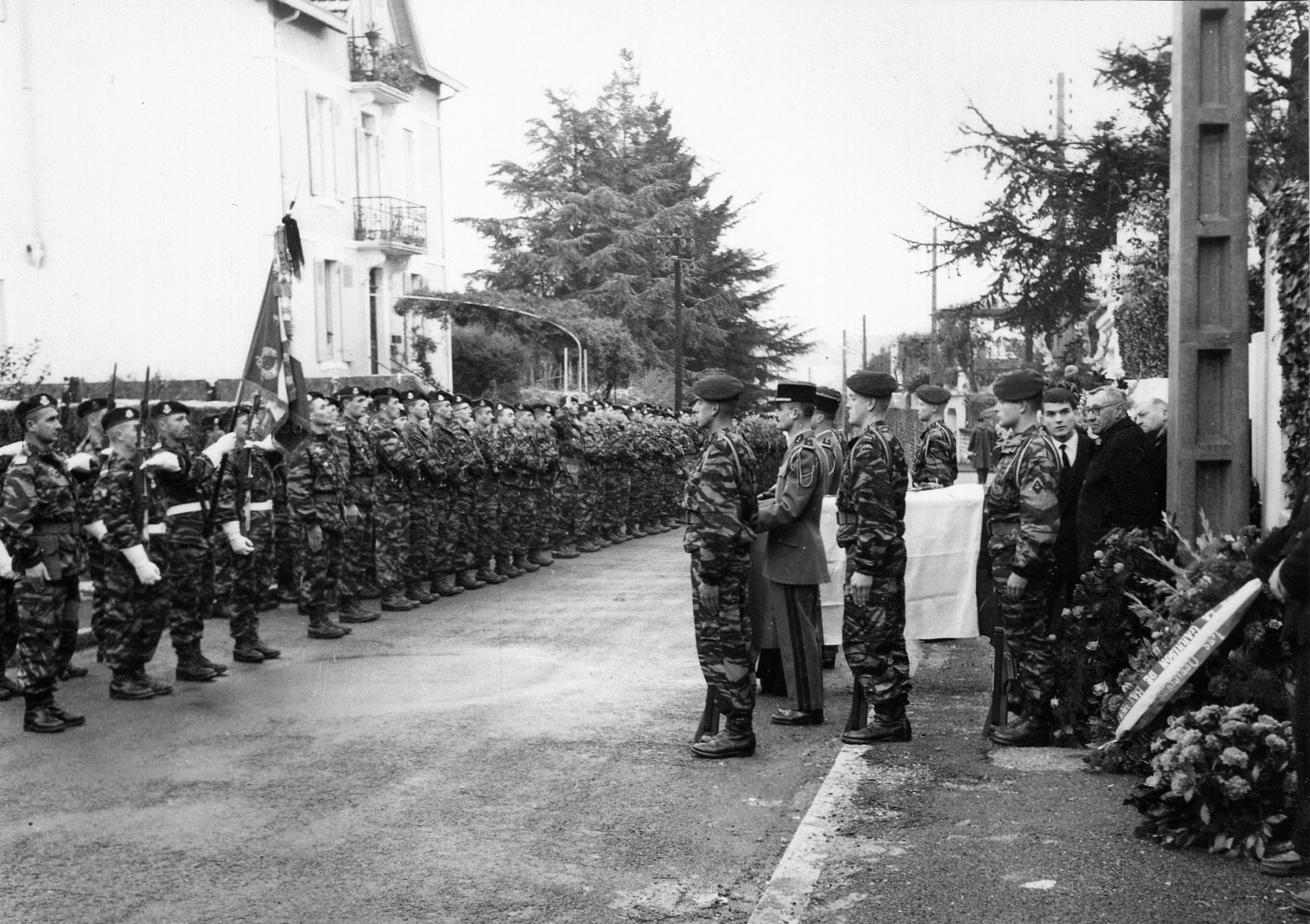
Le 1er régiment de parachutistes d'infanterie de marine rend hommage au général Détrie lors de ses obsèques.

Il meurt à son domicile de Bayonne dans sa quatre-vingt onzième année. Le 20 novembre 1962, les honneurs militaires lui sont rendus par les parachutistes et la garnison de Bayonne, devant sa villa. Il repose au cimetière Saint-Léon de cette ville.

## Distinctions

### Décorations françaises
- Grand officier de la Légion d'honneur le 30 décembre 1933
  - Commandeur le 26 février 1921 (rang 16 juin 1920)
  - Officier le 3 janvier 1917
  - Chevalier le 2 mars 1915

- : Croix de guerre 1914-1918 (dix citations : sept palmes, trois étoiles).

### Décorations étrangères
- : Croix de guerre belge
- : Le roi d'Angleterre, le 15 mars 1919, le fait commandeur de l'ordre de Saint-Michel et Saint-George.
- : La République Espagnole, en reconnaissance de son action en faveur du rapprochement franco-espagnol, le fait Grand Croix du Mérite Militaire Espagnol.